# Ery Bos
Ery Bos (Berlin, 3 octobre 1908 - Chappaqua, 10 mars 2005) est une actrice et danseuse allemande.

## Biographie
Elle s'est imposée comme une star du cinéma de la République de Weimar, mais a été contrainte de fuir après la prise de pouvoir du parti nazi en raison de ses origines juives.

## Filmographie
- 1932 : Unmögliche Liebe d'Erich Waschneck
- 1932 : Schuß im Morgengrauen d'Alfred Zeisler